# A-10 Thunderbolt II
A-10 Thunderbolt II (укр. «Та́ндерболт II»; також відомий на прізвисько англ. Warthog — «бородавочник») — американський броньований одномісний штурмовик, призначений для знищення танків, бронеавтомобілів  та інших наземних цілей. Названий на честь винищувача-бомбардувальника часів Другої світової війни P-47 «Тандерболт».

## Історія створення
Війна у В'єтнамі продемонструвала ефективність використання дозвукових штурмовиків A-1, A-37, OV-10, T-28 для підтримки наземних військ. Проте було очевидно, що такі штурмовики потребують посиленого бронювання, оскільки в Південному В'єтнамі вони виявилися вразливими до вогню як великокаліберних кулеметів, так і ручної стрілецької зброї. Інтерес до літака-штурмовика виявляла в першу чергу Армія США, проте ініціативу було перехоплено ВПС США, які вкрай негативно ставилися до можливості появи в сухопутних військах своєї власної авіації. У 1966 році ВПС почали дослідження вимог до такого літака в межах програми «AX» (Attack eXperimental- ударний експериментальний). 6 березня 1967 року в 21 авіабудівну фірму було відправлено умови конкурсу на проєктування недорогого броньованого штурмовика, який повинен був мати: швидкість не менше 650 км/год, високу маневреність на малій висоті, можливість базуватися на ґрунтових аеродромах, потужне гарматне озброєння і велику кількість вузлів зовнішньої підвіски.
У травні 1970 року для участі у фіналі конкурсу було обрано проекти компаній «Нортроп» і «Фейрчайлд-Рипаблик». Для виготовлення дослідного зразка Нортроп YA-9A було виділено 28900 тисяч доларів, для Фейрчайлд-Ріпаблік YA-10A  — 41,2 млн. Першим в повітря піднявся YA-10A (10 травня 1972 року), випередивши свого конкурента на двадцять днів. Для проведення порівняльних випробувань на авіабазі Едвардс було сформовано підрозділ JFT (Joint Test Force), що складався з льотчиків, які мали великий бойовий досвід. Порівняльні випробування почалися 24 жовтня 1972 року. На авіабазі Райт-Паттерсон проводили оцінку бойової живучості літаків із застосуванням зброї радянського виробництва. Крім того, обидва прототипи порівнювали зі штурмовиком A-7D, що був на озброєнні ВПС. У цілому YA-9A і YA-10A виявилися гідними суперниками, не маючи один перед одним вирішальних переваг. Літак Нортроп мав трохи вищу маневреність і розгінні характеристики — літак Фейрчайлд-Ріпаблік був економічнішим і простішим в обслуговуванні. Нарешті, в січні 1973 року було оголошено про перемогу в конкурсі YA-10A. Фірма «Фейрчайлд-Рипаблик» отримала перший контракт (159 млн доларів) на виробництво 10 передсерійних літаків.
Перший передсерійний YA-10A піднявся в повітря 15 лютого 1975 року. У вересні на нього вперше було встановлено штатну зброю — авіагармату GAU-8 «Евенджер» (до цього літаки літали з гарматою M61). Авіагармату GAU-8 було створено спеціально для «A-10» — і вона є однією з найпотужніших артилерійських систем, що будь-коли встановлювали на американських літаках. Ефективність її вогню випробовували на американських танках M48 і радянських Т-62, отриманих з Ізраїлю; з'ясувалося, що вона здатна знищити Т-62 (спровокувати пожежу і детонацію боєкомплекту) на дистанції до 1200 м.
У жовтні 1975 року злетів перший серійний A-10A, що отримав офіційну назву «Тандерболт» II на честь відомого винищувача-бомбардувальника Другої світової війни P-47 «Тандерболт». З березня 1976 року літаки почали надходити в підрозділи авіабази Девіс-Монте, штат Аризона. Перша ескадрилья A-10 набула боєготовності у жовтні 1977 року.
Серійне виробництво A-10 було завершено 1984 року після виробництва 715 літаків. Ціна одного літака — 4,1 млн доларів у цінах 1977 року, або 9,8 млн доларів у цінах 1998 року.
За даними Рахункової палати США (англ. Government Accountability Office), вартість експлуатації літака у 2020 році склала $6,05 млн, вартість однієї години польоту — $22 531.

## Дизайн

### Огляд
А-10 має консольне низькопланове крило моноплана з широкою хордою. Літак має чудову маневреність на низьких швидкостях і висоті завдяки великій площі крила, високому відносному подовженю крила та великим елеронам. Крило також дозволяє здійснювати короткі злети та приземлення, що дозволяє виконувати операції із примітивних передових аеродромів поблизу лінії фронту. Літак може довго баражувати та працювати під висотою 300 м із видимістю 2,4 км. Зазвичай він літає з відносно низькою швидкістю 300 вузлів (350 миль/год; 560 км/год), що робить його кращою платформою для атаки наземних цілей, ніж швидкісні винищувачі-бомбардувальники, яким часто важко націлюватися на невеликі, повільно рухомі цілі.
Передній край крила має стільникову структуру панельної конструкції, що забезпечує міцність при мінімальній вазі; аналогічні панелі покривають відкидні кожухи, рулі висоти, стерна. Панелі обшивки є єдиним цілим зі стрингерами та виготовлені за допомогою обробки з комп'ютерним керуванням, що скорочує час виробництва та вартість. Досвід бойових дій продемонстрував, що такий тип панелей є стійкіший до пошкоджень. Кожух не є носієм навантажень, тому його пошкоджені ділянки при необхідності можна легко замінити в польових умовах за допомогою підручних матеріалів. Елерони розташовані на дальніх кінцях крил для збільшення моменту кочення та мають дві відмінні риси: елерони більші, ніж зазвичай, майже на 50 відсотків розмаху крил, що забезпечує покращений контроль навіть на малих швидкостях; елерон також розділений, що робить його сповільнювачем.

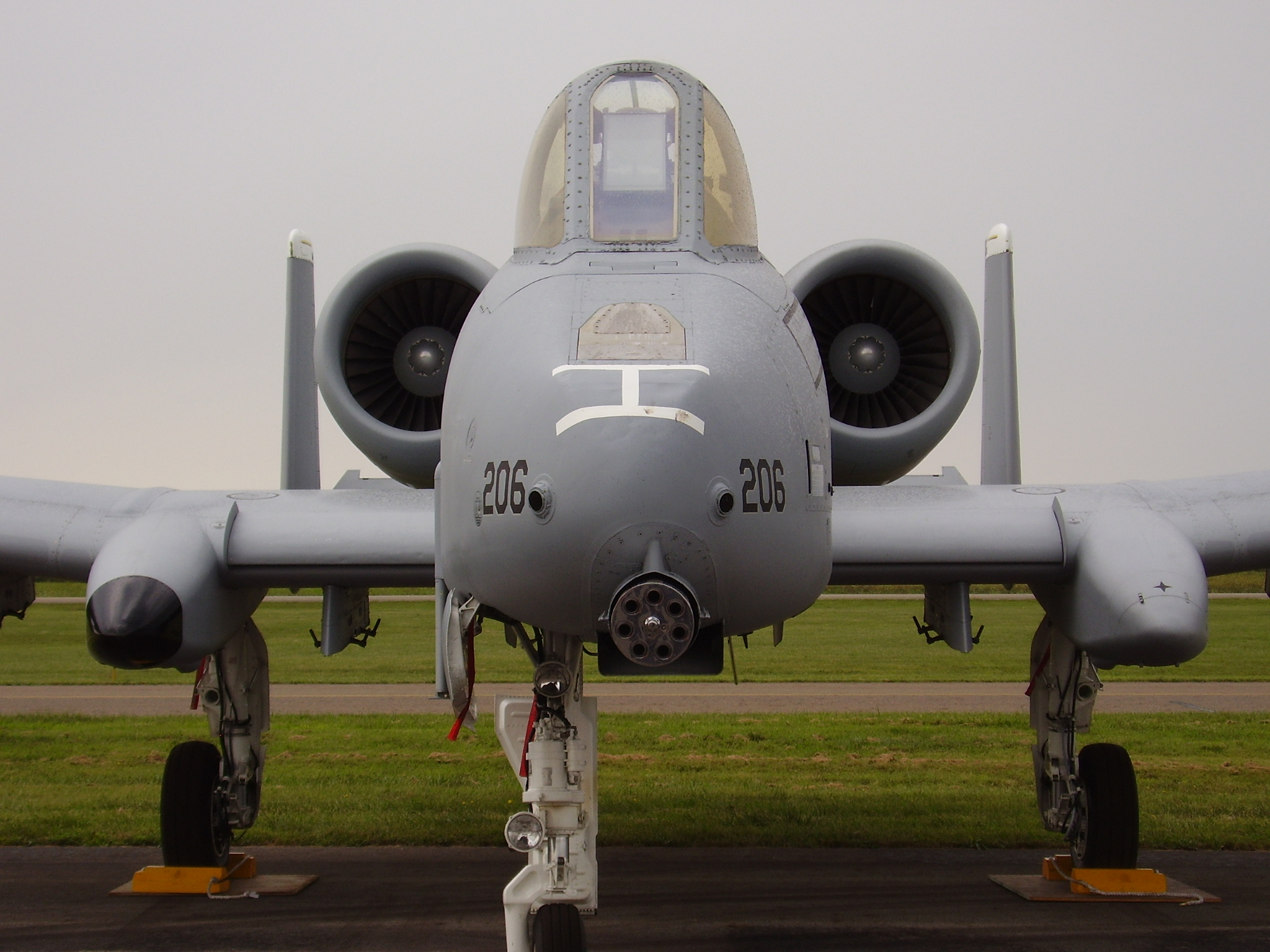
Вид спереду A-10 із 30 мм гарматою та зсунутим переднім шасі

А-10 призначений для дозаправки, переозброєння та обслуговування з мінімальним обладнанням. Його проста конструкція дозволяє проводити технічне обслуговування на передових базах із обмеженими можливостями. Незвичною особливістю є те, що багато частин літака є взаємозамінними між лівим та правим боком, включно з двигунами, головним шасі та вертикальними стабілізаторами. Міцне шасі, шини з низьким тиском і великі прямі крила дозволяють виконувати операції з коротких нерівних злітних смуг навіть із важким навантаженням авіаційного озброєння, що дозволяє літальному апарату виконувати польоти з пошкоджених авіабаз, літати з руліжних доріжок або навіть прямих ділянок автодоріг.
Передня стійка шасі зміщена праворуч, аби дозволити розташувати 30 мм гармату зі стріляючим стволом уздовж центральної лінії літака. Під час наземного керування зміщене переднє шасі уможливлює А-10 різний радіус повороту; поворот праворуч на землі має меншу відстань, ніж поворот ліворуч. Колеса основної стійки шасі частково виступають зі своїх гондол, коли втягуються, що полегшує контроль над приземленням із втягнутим шасі та не завдає шкоди. Усі шасі забираються вперед; якщо гідравлічна потужність втрачена, комбінація сили тяжіння та аеродинамічного опору допоможе опустити та зафіксувати шасі на місці.

## Експлуатація

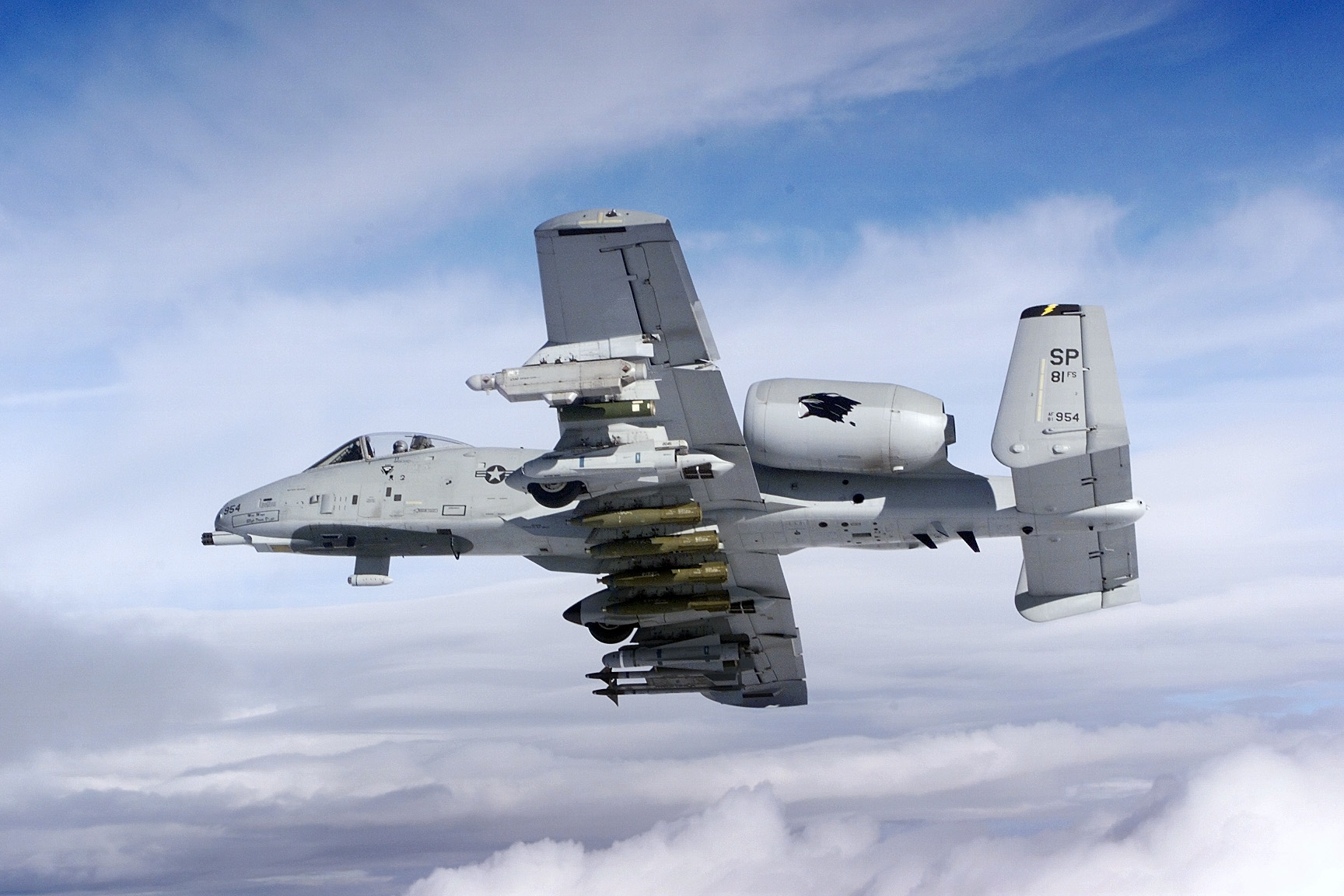
A-10 в польоті

Після надходження A-10 на озброєння ВПС США до нього довгий час ставилися як до «гидкого каченяти», що було зумовлено не лише обмеженістю його застосування, але й зовнішнім виглядом, за який A-10 отримав прізвисько «Вортгоґ» (Warthog) — «бородавочник». Літак критикували, і ВПС навіть роздумували про те, як би його позбутися, припускаючи використання у ролі штурмовика F-16 (точніше, його модифікацію A-16). 1990 року Конгрес США ухвалив рішення про початок передання «Тандерболт» до складу Армії, однак у листопаді того ж року було вирішено залишити в ВПС два авіакрила A-10. Несподівано успішне застосування A-10 у ході війни в Перській затоці поставило крапку в суперечках про долю літака і довело його необхідність.
1994 року штурмовики A-10 перебували на озброєнні чотирьох тактичних винищувальних авіакрил ВПС США (20-го, 23-го, 57-го, 355-го), а також підрозділів резерву (442-го та 917-го тактичних винищувальних авіакрил і 930-ї винищувальної авіагрупи). У ВПС Національної гвардії вони були в п'ятьох авіагрупах (103-я, Коннектикут; 104-та, Массачусетс; 110-та, Мічиган; 111-та, Пенсільванія; 175-та, Меріленд). За кордоном вони базувалися у Великій Британії та Південній Кореї. Число літаків «Тандерболт», які перебувають на озброєнні, поступово знижується. На 2007 рік в експлуатації було 356 літаків згаданого типу, у тому числі 203 — у регулярних підрозділах ВПС, 51 — у резервних підрозділах, 102 у ВПС Національної гвардії. Тим не менш, ВПС США планують зберігати A-10 на озброєнні як мінімум до 2028 року.
A-10 не постачали на експорт. У різний час ним цікавилися Австралія, Велика Британія, Бельгія, ФРН, Південна Корея, Японія, однак військові бюджети цих країн не дозволяли купувати вузькоспеціалізований важкий штурмовик, через що перевага у всіх випадках надавалася багатоцільовим винищувачам-бомбардувальникам. У 1993—1994-х передбачали продати 50 «Тандерболт» Туреччині, проте це рішення було скасовано.

## Бойове застосування

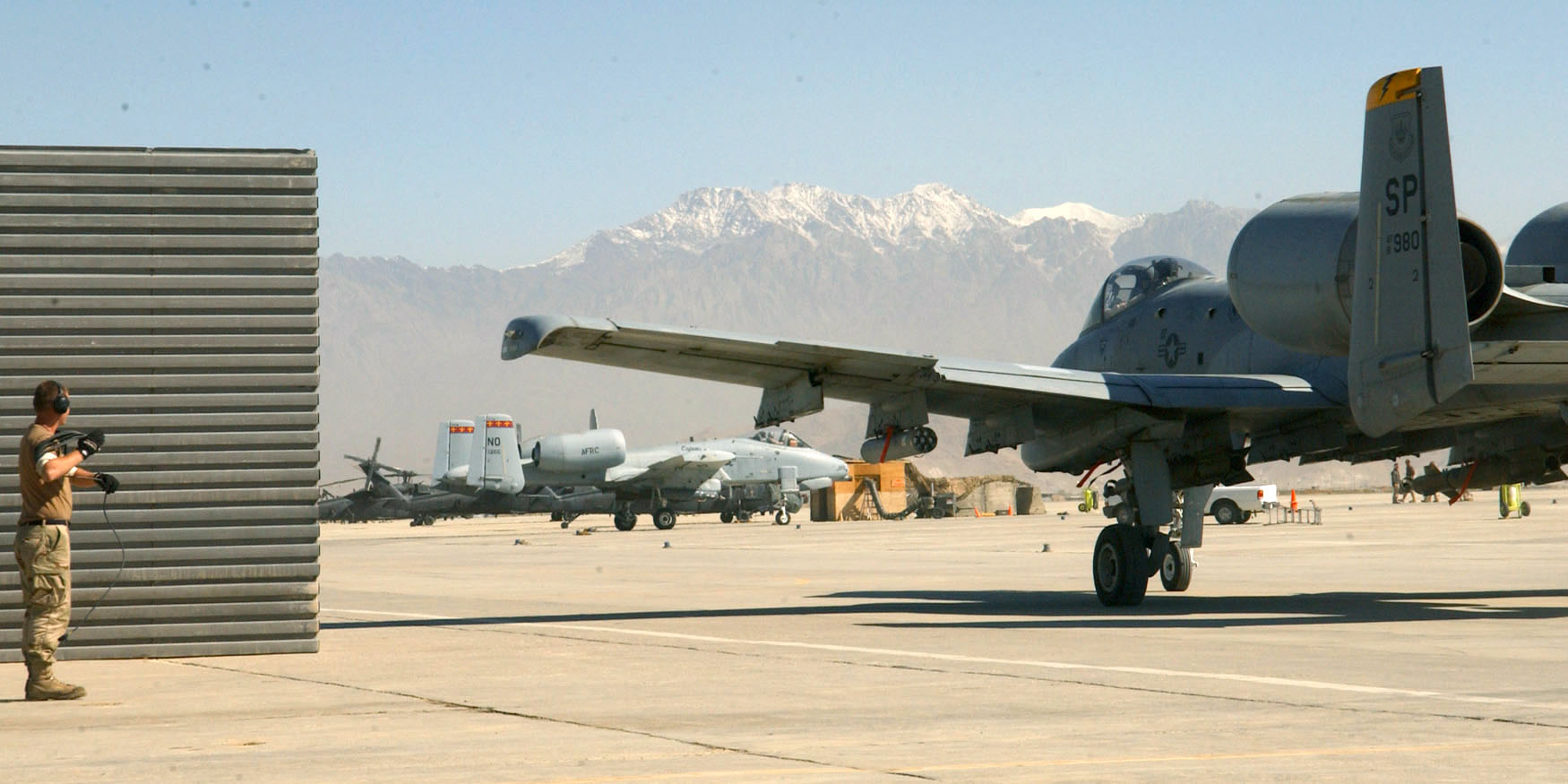
A-10 на авіабазі Баграм, Афганістан

Перше бойове застосування штурмовика A-10 відбулося під час війни в Перській затоці 1991 року. Усього в операції було задіяно 144 літаки цього типу, які виконали приблизно 8100 бойових вильотів, втративши 6 машин (в середньому одна втрата на 1350 вильотів). На подив багатьох спостерігачів, непоказний дозвуковий штурмовик став одним із «героїв» війни поряд з винищувачем F-15 і ударним літаком-«невидимкою» F-117. За американськими даними, «Тандерболти» знищили понад 1000 іракських танків (більше, ніж будь-які інші американські літаки), 2000 інших одиниць військової техніки і 1200 гармат; навіть коли взяти до уваги, що початкові оцінки втрат іракської армії були завищені, A-10 все одно опинився серед найефективніших американських літаків цієї війни, перевершивши спеціалізований протитанковий гвинтокрил AH-64 «Апач». Рівень боєздатності A-10 становив 95,7 %, що також було рекордом для тактичних літаків ВПС США упродовж операції «Буря в пустелі». В одному вильоті пара «Тандерболтів» знищила 23 іракські танки і пошкодила 10; під час полювання за пусковими установками оперативно-тактичних ракет «Скад» A-10 за одну ніч знищили 6 стаціонарних, 3 тимчасові і 3 мобільні пускові установки. За час бойових дій штурмовики збили два іракські гвинтокрили (Мі-8 і, ймовірно, MBB Bo 105).
В операції «Буря в пустелі» вперше було продемонстровано живучість A-10. Один з «Тандерболтів» отримав тяжке ушкодження крила; за словами наземного техніка, «жоден інший літак не повернувся б на базу [з таким ушкодженням]». Єдиним слабким місцем A-10 виявилася його «схильність» до інцидентів «дружнього вогню», відзначена пізніше також у інших військових конфліктах. Це викликано специфікою бойової роботи літака-штурмовика, який частіше за все діє поблизу своїх військ. Наприкінці січня, під час бою за Рас-ель-Хафджі, A-10 знищив ракетою «Мейверік» бронетранспортер LAV-25 морської піхоти США, при цьому загинуло 7 американців. Місяць потому A-10 атакував британські бойові авта піхоти, що призвело до загибелі 9 британців.
Із авіабаз на терені Італії «Тандерболт» брав участь у військовій операції НАТО проти Союзної Республіки Югославії 1999 року. Втрат не було, проте знову підтвердилася висока живучість «Вортгоґа», коли 2 травня літак цього типу здійснив аварійне приземлення на летовищі Скоп'є (Північна Македонія) на одному двигуні. Другий його двигун було відстрілено (і пізніше його показували на югославському телебаченні). Наслідки застосування A-10 на Балканах відгукнулись на початку 2001 року, коли розгорівся скандал навколо артнабоїв з урановим сердечником, використовуваних авіагарматою GAU-8. Як з'ясувалося, над Косово «Тандерболти» випустили понад 30 тис. цих артнабоїв, і висловлювалися припущення, що ці снаряди можуть завдати шкоди здоров'ю розміщеним у Косово миротворців країн НАТО.
З 2001 року A-10 беруть участь в операції міжнародної коаліції в Афганістані. Певний час вони базувалися на летовищі Баграм під Кабулом.

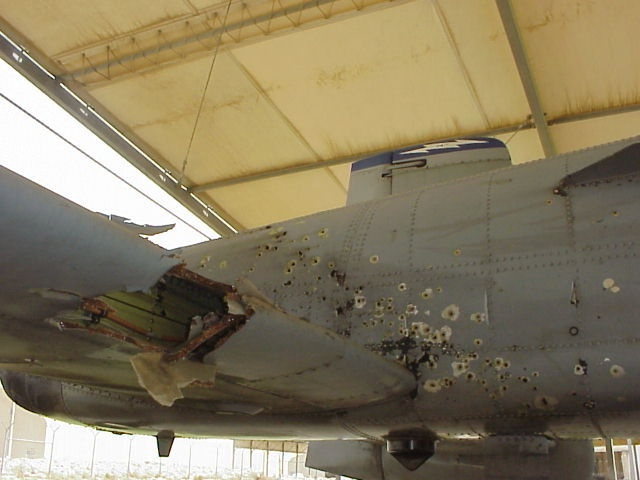
Пошкодження, отримані літаком капітана Кім Кемпбелл над Іраком

В операції «Свобода Іраку» у березні-квітні 2003 року брали участь загалом 60 штурмовиків A-10. Один літак було збито 7 квітня у районі Багдадського міжнародного летовища. Інший «Тандерболт» отримав важкі пошкодження (пошкоджено один двигун, відмовила гідравлічна система, було сотні пробоїв у крилі, оперенні і фюзеляжі літака), проте пілот капітан Кім Кемпбелл зуміла успішно посадити свій літак на авіабазі. По завершені основної фази бойових дій і з початком партизанської війни A-10 продовжували застосовувати в Іраку.
У перші дні інтервенції коаліційних військ до Іраку A-10 виявилися причетними принаймні до двох випадків «дружнього вогню». У першому з них «Тандерболт» через помилку авіанавідника морської піхоти атакували свій підрозділ морських піхотинців під час битви за Насирію, що призвело до загибелі принаймні 1 американця. У дійсності число загиблих могло бути більшим, оскільки всього в ході битви загинуло 18 морських піхотинців, і лише у 8 з них (за станом на 2004) причиною смерті був однозначно названий вогонь супротивника. Інший інцидент отримав набагато більший розголос. 28 березня пара A-10 атакувала і вивела з ладу чотири бойові машини британських військ, при цьому загинув 1 британський військовослужбовець. У 2007 році відеозапис цього нападу невідомим чином потрапив у розпорядження британської газети «The Sun», причому було названо ім'я одного з пілотів, які брали участь в інциденті.

## Модифікації
- YA-10A: Перші 2 прототипи.

Проєкції A-10A

- A-10A: одномісний літак повітряної підтримки наземних сил. Єдина модифікація, яка випускалася серійно.
- OA-10A: «О» — означає Observation. Одномісний літак повітряного контролю. За конструкцією і бортовим устаткуванням відрізняється від A-10A підвісними модулями з додатковою електронікою і засобами радіоелектронної протидії, призначений виключно для взаємодії з сухопутними військами і застосовується з бойовою метою лише у виняткових випадках.
- Night/Adverse Weather A-10 (YA-10B): двомісний прототип для нічної і всепогодної роботи. Побудовано 1 машину. Серійно не виробляли.
- A-10C: оновлена модель A-10. Оснащений сучасним цифровим обладнанням, здатний нести високоточну зброю з лазерною системою наведення. Перші A-10C надійшли на озброєння в 2006 році. До 2011 року заплановано переобладнати на цю модифікацію всі A-10, що залишаються на озброєнні. Вартість програми оцінюється в 420 млн доларів[12].
- A-10PCAS: Запропонована безпілотна версія, розроблена компаніями Raytheon і Aurora Flight Sciences в рамках програми DARPA Persistent Close Air Support[13]. Програма PCAS зрештою відмовилася від ідеї використання додаткового пілотованого A-10[14].
- Цивільний A10: Запропонований Гірничо-технічною школою Південної Дакоти для заміни північноамериканського літака грозового проникнення T-28 Trojan. Військові двигуни, авіоніка та киснева система A-10 будуть замінені на цивільні версії. Двигуни та планер отримають захист від граду, а GAU-8 Avenger замінять на баласт або наукові прилади[15].

## Оператори
- США — єдиний експлуатант станом на лютий 2025 року.

### Україна
Про заклики щодо надання Україні A-10 було відомо ще на початку російського вторгнення в Україну 2022 року. Втім, речник Повітряних сил заперечив доцільність цього літака для України.
14 січня 2024 року командувач Повітряних сил ЗСУ Микола Олещук повідомив, що не виключає посилення спроможностей бомбардувальників Су-24М за допомогою Mirage-2000D, а штурмовиків Су-25 — за допомогою A-10 Thunderbolt II. До цього Україна в рамках авіаційної коаліції домовилась про отримання європейських F-16. Командувач Сухопутних військ Олександр Сирський також заявив про потребу в цьому типі літаків.

## Слід у культурі

### Фільми
- Трансформери
- Термінатор: Спасіння прийде
- Морпіхи (фільм)
- Людина зі сталі (фільм)

### Ігри
- A-10 Attack!
- A-10 Cuba!
- A-10 Tank Killer
- Act Of War
- ArmA: Armed Assault — доступно як Add-On (Завантажується окремо)
- ArmA 2
- Battlefield 2 Armored Fury
- Ace Combat 7: Skies Unknown
- Command & Conquer: Generals
- Contra Force
- Gunship!
- Lock On: Гарячі скелі 2.0
- Lock On: Сучасна бойова авіація
- Operation Flashpoint: Cold War Crisis
- RAH-66 comanche vs KA-52 Hokum-b
- Silent Thunder: A-10 Tank Killer II
- Tom Clancy's H.A.W.X.
- Wings Over Europe
- World in Conflict
- Wargame Red Dragon
- War Thunder
- YSFlight